# Leucania brunneicoccinea
Leucania brunneicoccinea är en fjärilsart som beskrevs av Calora 1966. Leucania brunneicoccinea ingår i släktet Leucania och familjen nattflyn. Inga underarter finns listade i Catalogue of Life.